# Benjamin Henry Sheares
Benjamin Henry Sheares (12 de agosto de 1907-12 de maio de 1981) foi o segundo presidente de Singapura. Eurásio, Sheares acabou tornando-se presidente em 2 de janeiro de 1971 e manteve-se no cargo até à sua morte em 1981.
Médico obstetra no Kandang Kerbau Hospital e professor na Universidade de Malaya, também foi o primeiro chanceler da Universidade Nacional de Singapura. Foi sucedido na presidência por C. V. Devan Nair.